# 林神社 (砺波市頼成)
林神社（はやしじんじゃ）は、富山県砺波市頼成にある神社。延喜式神名帳（えんぎしき じんみょうちょう）に列せられた「式内社」であるが、富山県砺波市林にある林神社であるという説もあり、現在はどちらの神社も「論社」となっている。